# Corallimorphus antarcticus
Corallimorphus antarcticus är en korallart som beskrevs av Oscar Henrik Carlgren och Stephenson 1929. Corallimorphus antarcticus ingår i släktet Corallimorphus och familjen Corallimorphidae.
Artens utbredningsområde är Södra Ishavet. Inga underarter finns listade i Catalogue of Life.